# Olympische Sommerspiele 1984/Teilnehmer (Kamerun)
| Gelbes Symbol für Goldmedaillen mit stilisierten Olympischen Ringen | Graues Symbol für Silbermedaillen mit stilisierten Olympischen Ringen | Braundes Symbol für Bronzemedaillen mit stilisierten Olympischen Ringen |
| ------------------------------------------------------------------- | --------------------------------------------------------------------- | ----------------------------------------------------------------------- |
| —                                                                   | —                                                                     | 1                                                                       |

Kamerun nahm an den Olympischen Sommerspielen 1984 in Los Angeles, USA, mit einer Delegation von 46 Sportlern (42 Männer und vier Frauen) teil.

## Medaillengewinner

### Bronze
| Name(n)        | Sportart | Wettkampf     |
| -------------- | -------- | ------------- |
| Martin N’Dongo | Boxen    | Leichtgewicht |

## Teilnehmer nach Sportarten

### Boxen
- Martin N’Dongo
Leichtgewicht: Bronze

- Jean-Pierre Mbereke-Baban
Halbweltergewicht: 5. Platz

- Georges Ngangue
Weltergewicht: 17. Platz

- Pierre Claver Mella
Halbmittelgewicht: 17. Platz

- Paul Kamela
Mittelgewicht: 17. Platz

- Jean-Paul Nanga-Ntsah
Halbschwergewicht: 5. Platz

### Fußball
- Herrenmannschaft
9. Platz

- Kader
Théophile Abega Mbida
Ibrahim Aoudou
Paul Bahoken
Joseph-Antoine Bell
Michel Bilamo
Dagobert Dang
François N’Doumbé Lea
Emmanuel Kundé
Luc Mbassi Effengue
Louis-Paul M’Fédé
Ernest Ebongué
Eugène Ekéké
Roger Milla
Isaac Sinkot
Charles Toubé

### Judo
- Christian Nkamgang
Superleichtgewicht: 18. Platz

- Jesskiel Bikidick
Halbleichtgewicht: 20. Platz

- Jules-Albert Ndemba
Halbmittelgewicht: 14. Platz

- Clément Nzali
Mittelgewicht: 18. Platz

- Essambo Ewane
Halbschwergewicht: 13. Platz

- Isidore Silas
Schwergewicht: 7. Platz

### Leichtathletik
- Barnabé Messomo
100 Meter: Vorläufe
4 × 400 Meter: Vorläufe

- Emmanuel Bitanga
200 Meter: Vorläufe

- Mama Moluh
400 Meter: Vorläufe
4 × 400 Meter: Vorläufe

- Jean-Pierre Abossolo-Ze
400 Meter Hürden: Vorläufe
4 × 400 Meter: Vorläufe

- Ernest Tché-Noubossie
4 × 400 Meter: Vorläufe
Weitsprung: 29. Platz in der Qualifikation
Dreisprung: 27. Platz in der Qualifikation

- Cécile Ngambi
Frauen, 100 Meter: Halbfinale
Frauen, 100 Meter Hürden: Halbfinale

- Ruth Enang Mesode
Frauen, 100 Meter: Viertelfinale
Frauen, 200 Meter: Viertelfinale

- Agathe Ngo Nack
Frauen, Diskuswerfen: 16. Platz in der Qualifikation

- Agnès Tchuinté
Frauen, Speerwerfen: 17. Platz in der Qualifikation

### Radsport
- Alain Ayissi
Straßenrennen, Einzel: DNF
100 Kilometer Mannschaftszeitfahren: 23. Platz

- Joseph Kono
Straßenrennen, Einzel: DNF
100 Kilometer Mannschaftszeitfahren: 23. Platz

- Dieudonné Ntep
Straßenrennen, Einzel: DNF
100 Kilometer Mannschaftszeitfahren: 23. Platz

- Thomas Siani
Straßenrennen, Einzel: DNF

- Lucas Feutsa
100 Kilometer Mannschaftszeitfahren: 23. Platz

### Ringen
- Simon N’Kondag
Bantamgewicht, Freistil: Gruppenphase

- Pascal Segning
Federgewicht, Freistil: Gruppenphase

- Victor Kede Manga
Leichtgewicht, Freistil: Gruppenphase

- Houkreo Bambe
Weltergewicht, Freistil: Gruppenphase

- Barthelémy N’To
Mittelgewicht, Freistil: Gruppenphase